# پای شیر قرمز
پای شیر قرمز (نام علمی: Alchemilla erythropoda) یک گونه از سرده پای شیر از خانواده یا تیرهٔ گلسرخیان است.